# Geschichte der Royal Canadian Navy
Die Geschichte der Royal Canadian Navy umfasst die Entwicklung der eigenständigen kanadischen Seestreitkräfte vom Beginn des 20. Jahrhunderts bis zur Gegenwart. Kanada hatte ab 1910 eine eigenständige Kriegsmarine namens Royal Canadian Navy (RCN). 1968 ging sie als maritime Waffengattung in den kanadischen Streitkräfte auf. Diese trug von 1968 bis 2011 den Namen Canadian Forces Maritime Command (CFMC) und trägt seit 2011 wieder die Bezeichnung Royal Canadian Navy, ist aber weiterhin Teil der integrierten Streitkräfte.

## Geschichte
Der Militia Act 1868 sah die Schaffung einer Marine Militia vor. Tatsächlich aufgestellt wurde jedoch nur eine Naval Brigade in Halifax. Die Royal Navy lieh 1880 zu Ausbildungszwecken den hölzernen Dampfer Charbydis, Baujahr 1859 mit 20 8-Zoll-Kanonen, an Kanada aus. Auf der Überfahrt ging die überalterte Dampfmaschine endgültig kaputt, das Schiff musste in den Hafen Halifax geschleppt werden und wurde im August 1882 wieder an die Royal Navy zurückgegeben, die es dort 1884 verkaufte.
Zu Beginn des 20. Jahrhunderts kam in den Dominions des Britischen Empires die Diskussion auf, welche Rolle sie in der Außen- und Verteidigungspolitik spielen sollten. Kanada hatte die Möglichkeit eine eigene Kriegsmarine aufzubauen oder sich weiterhin auf die britische Royal Navy zu verlassen.

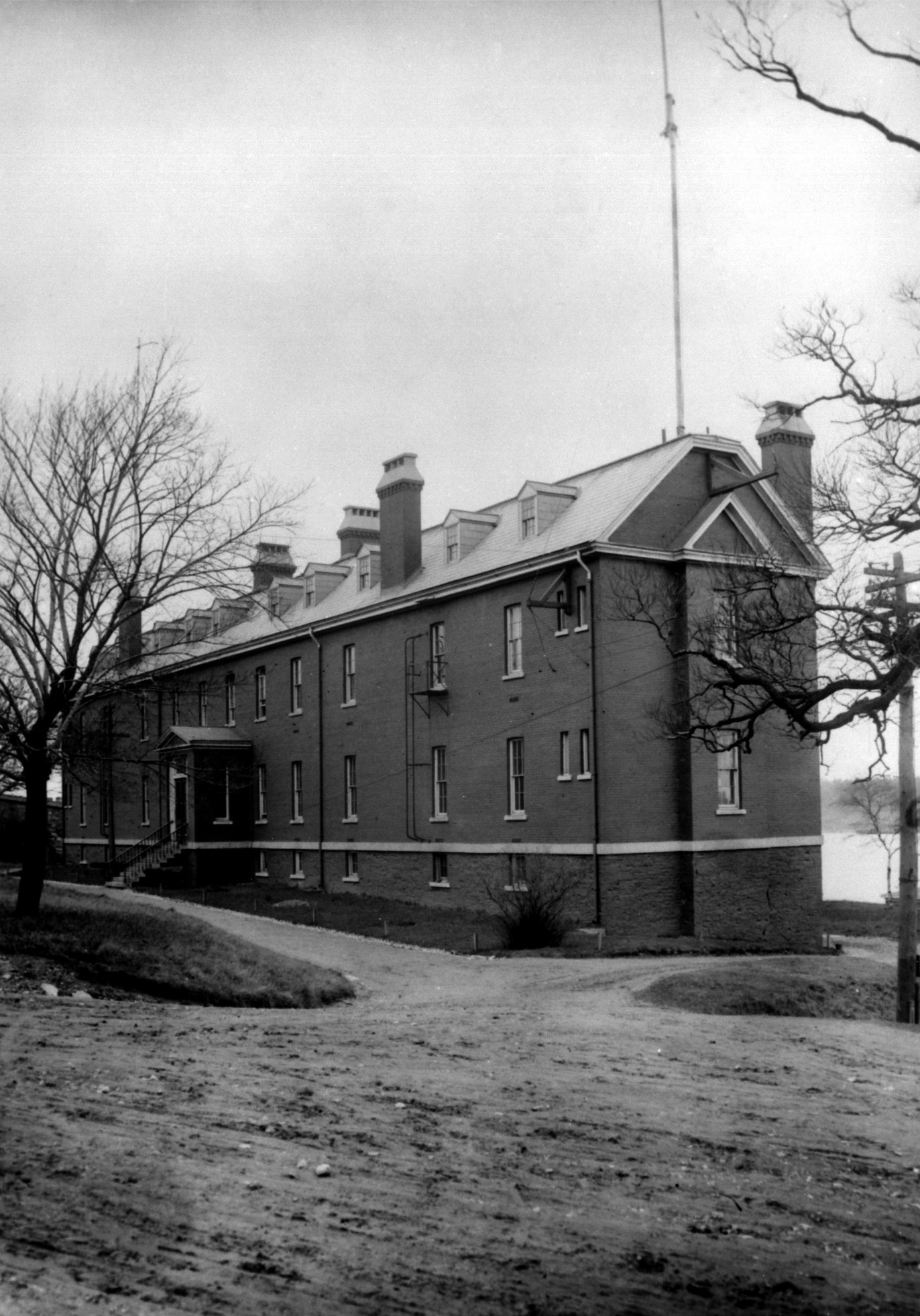
Marineschule Royal Navy College in Halifax (1913)

Den ersten, im Ergebnis aber erfolglosen, Antrag im Parlament von Kanada auf einen eigenen Canadian Naval Service stellte am 29. März 1909 der kanadische Parlamentarier George Forster. Im Januar 1910 übernahm die Regierung von Premierminister Wilfrid Laurier die Vorschläge von Forster in das Naval Service Bill (Marinegesetz), das am 4. Mai 1910 durch königliche Order bestätigt wurde. Damit wurde der Naval Service of Canada gegründet und dem Ministerium für Marine und Fischerei unterstellt. Der erste Minister wurde Vizeadmiral Charles Kingsmill von der britischen Royal Navy.
Das Gesetz forderte:
- die Aufstellung von Marineeinheiten
- die Bildung von ständigen Reserveeinheiten
- die Bildung von freiwilligen Reserveeinheiten
- den Bau einer Marineschule

Das erste Schiff, das die neue Marine erhielt, war der britische Kreuzer Rainbow, der am 4. August 1910 in Portsmouth, England, übergeben wurde. Er erreichte Esquimault am 7. November 1910.
Das zweite übernommene Schiff war die Niobe, die am 21. Oktober 1910 Halifax erreichte.
Am 30. Januar 1911 wurde der Name von Naval Service of Canada in Canadian Navy und am 29. August 1911, nach der Bestätigung durch König Georg V., schließlich in Royal Canadian Navy geändert.
Die kanadische Navy geriet schnell durch das Wettrüsten vor dem Ersten Weltkrieg unter Druck. So wurden zwei, eigentlich für die chilenische Marine gebaute U-Boote von den USA  gekauft, als das Geschäft mit Chile platzte. Sie wurden als CC-1 und CC-2 in die Marine eingegliedert.

### Erster Weltkrieg
Im Mai 1914 war der Aufbau der Royal Navy Canadian Volunteer Reserve (RNCVR) (freiwillige Reserve der Königlich Kanadischen Marine) mit 1.400 Mann abgeschlossen. Sie übernahmen Aufgaben in den Distrikten (1) Atlantik, (2) Pazifik und (3) Seengebiete.
Nach Ausbruch des Ersten Weltkrieges wurde in London und Ottawa geplant, die RCN zu erweitern. Dies scheiterte jedoch, da sich die meisten der kanadischen Freiwilligen nicht zur RCN, sondern zur britischen Royal Navy meldeten.
Die Rainbow patrouillierte zunächst an der Westküste Nordamerikas, bis sie im Dezember 1914 zu den Falklandinseln beordert wurde, um gegen das von Vizeadmiral Maximilian von Spee kommandierte deutsche Ostasiengeschwader zu kämpfen.
Die Niobe war bis Juli 1915 an der Küste von New York City stationiert, bis sie aus dem aktiven Dienst zurückgezogen wurde. Als Depotschiff wurde sie bei einer Explosion in Halifax 1917 schwer beschädigt und abgewrackt.
Die beiden U-Boote C1 und C2 patrouillierten bis 1917 im Pazifik, wurden dann aber so schwer beschädigt, dass sie im Oktober 1917 zusammen mit ihrem Tender Shearwater als erstes Schiff durch den Panamakanal zurück zur Ostküste fuhren, wo sie 1920 abgewrackt wurden.
Am 5. September 1918 wurde der Royal Canadian Naval Air Service (RCNAS) (Marineflieger der königlich kanadischen Marine) mit Hilfe der United States Navy gegründet. Ihre Aufgabe war es, Patrouillenflüge gegen deutsche U-Boote im Küstengebiet durchzuführen. Die RCNAS wurde aber bereits am 1. November wieder aufgelöst.
Im Laufe des Krieges wurden nur ein Kreuzer und zwei Zerstörer für die Marine gebaut. So konnten die Kanadier kaum in die Kriegsgeschehnisse im Atlantik eingreifen.

### Zwischen den Kriegen

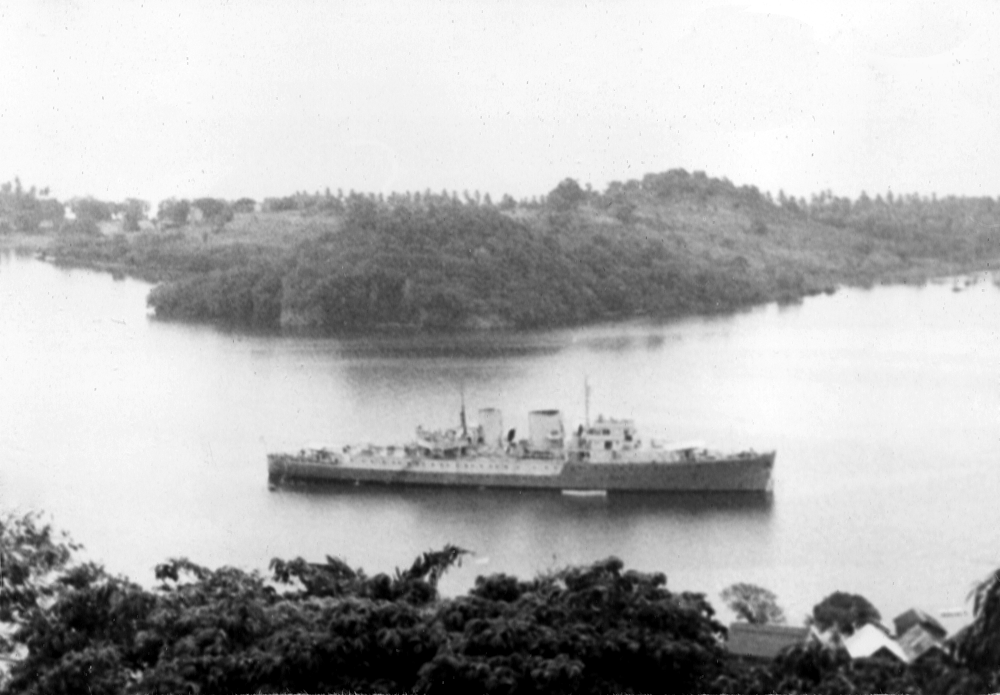
Prince David im Panamakanal (um 1930)

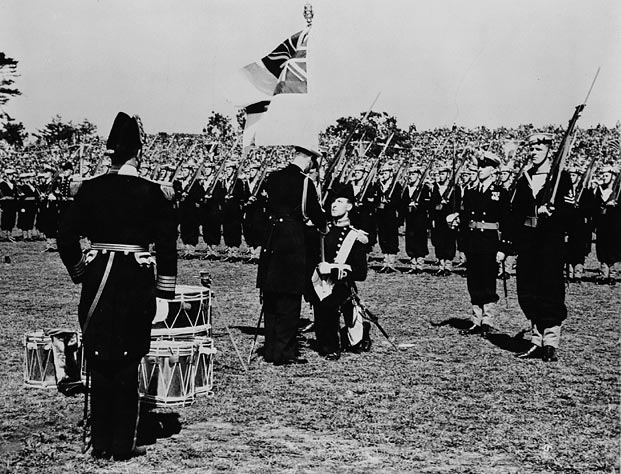
Trooping the Colour in Anwesenheit König Georg VI. im Beacon Hill Park (30. Mai 1939)

Nach dem Krieg tat sich die RCN schwer, ihre Ziele zu definieren. In den 1920er Jahren übernahm die Navy die Verantwortung für die Marineaktivitäten des Ministeriums für Transportwesen. Dies führte dazu, dass die Navy mehr und mehr zivile Aufgaben übernahm.
Die Royal Navy Canadian Volunteer Reserve wurde in Royal Canadian Navy Volunteer Reserve umbenannt und etwa ab Januar 1923 1.000 Reservesoldaten aus fünfzehn verschiedenen Städten ausgebildet.
Am 31. Mai 1931 wurden die ersten neuen Zerstörer Saguenay und Skeena nach dem Ersten Weltkrieg auf einer Werft in Portsmouth in Auftrag gegeben.
Kanada trat den Flottenkonferenzen von London, Paris und Washington bei. Trotzdem musste unter dem Druck der Neubauten der Kriegsmarine und der Kaiserlich Japanischen Marine ein Neubauprogramm gestartet werden. Bis zum Kriegsausbruch im September 1939 waren dennoch nur sechs Zerstörer und einige kleinere Schiffe kampfbereit.

### Zweiter Weltkrieg
Im Laufe des Zweiten Weltkrieges konnte die RCN ihre Streitkräfte intensiv ausbauen und galt zwischenzeitlich als die drittgrößte Marine nach der US Navy und der britischen Royal Navy. Zu den neuen Einheiten zählten besonders Geleitschiffe wie Zerstörer, Fregatten und eine große Anzahl von Hilfsschiffen. Während des U-Boot-Kriegs übernahm die kanadische Marine Sicherungsaufgaben in den Großen Seen und im Atlantik. Auch wurde der Royal Canadian Naval Air Service (RCNAS) neu gegründet und patrouillierte mit seinen Flugzeugen des Typs Consolidated PBY Catalina an der Ost- und Westküste, um deutsche U-Boote aufzuspüren.

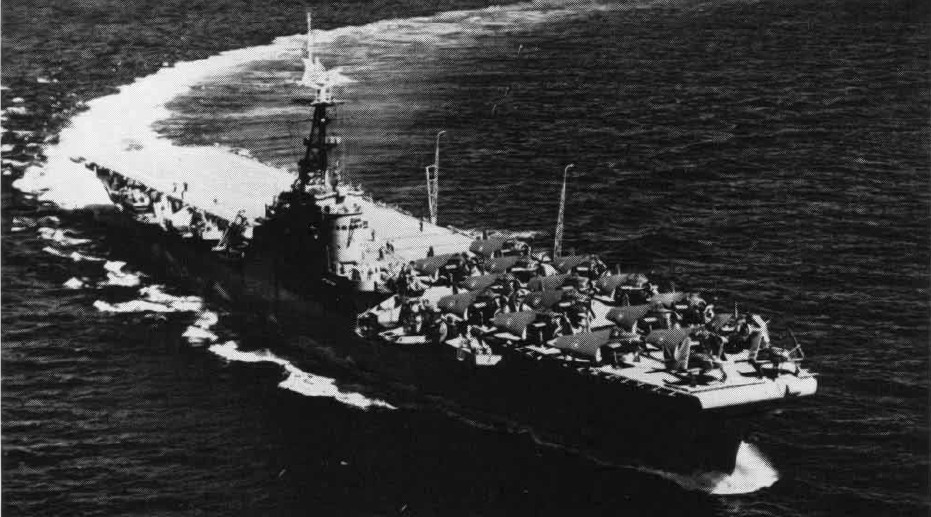
Flugzeugträger Magnificent kurz vor Außerdienststellung

Nachdem Deutschland kapituliert hatte, wurden viele Schiffe der RCN in den Pazifikkrieg geschickt. Es wurde mit dem Umbau der Flotte begonnen, da diese sich auf die U-Boot-Abwehr spezialisiert hatte, was aber bei einer geplanten Invasion Japans nicht sinnvoll sein würde. Auch war geplant, viele Schiffe der britischen Royal Navy an die Commonwealth-Staaten abzugeben, weil sich London eine derartig große Marine nicht mehr allein leisten konnte. Die RCN übernahm so die Kreuzer Uganda und Ontario, die Flugzeugträger Magnificent und Warrior sowie zahlreiche Zerstörer und Fregatten.
Mit dem schnellen Kriegsende nach den Atombombenabwürfen auf Hiroshima und Nagasaki wurden diese Pläne hinfällig, und die RCN wurde sehr schnell wieder verkleinert.

### Kalter Krieg
Nachdem sich der Kalte Krieg abzuzeichnen begonnen hatte und die NATO gegründet worden war, musste sich die RCN auf die neue Situation einstellen. Viele der älteren Schiffe aus dem Zweiten Weltkrieg nahmen am Koreakrieg teil. In den 1950er Jahren nahm die Bedrohung durch sowjetische U-Boote zu. Sieben Zerstörer der neuen St. Laurent-Klasse wurden gebaut, um dieser Gefahr zu begegnen.
Danach folgten die Zerstörer der Restigouche-Klasse und der Mackenzie-Klasse mit sieben und vier Schiffen. In den 1960er Jahren wurden die Zerstörer der St. Laurent-Klasse mit U-Jagd-Hubschraubern vom Typ Sikorsky S-61 ausgestattet. Die RCN war damit die erste Marine, die mit solchen Hubschraubern ausgestattet wurde. Außerdem war die RCN ein Vorreiter in der Weiterentwicklung des Sonar, was dazu führte, dass die Navy eine Vorreiterrolle in der U-Boot-Abwehr der NATO einnahm.
Die meisten Schiffe des Zweiten Weltkriegs wurden in der Mitte der 1950er Jahre außer Dienst gestellt. Die Flugzeugträger Magnificent, der 1956 bei seinem letzten Einsatz in die Sueskrise eingriff, und Warrior wurden durch den neuen Träger Bonaventure ersetzt.
Am 1. Februar 1968 ging die Royal Canadian Navy zusammen mit der Royal Canadian Air Force und der Royal Canadian Army in den Canadian Armed Forces (frz.: Forces armées canadiennes) auf. In dieser neuen Struktur wurden die drei ehemaligen Teilstreitkräfte in sechs funktionelle Kommandos gegliedert. Der neue Name der Marine war nunmehr Canadian Forces Maritime Command. Im August 2011 wurden auf Kabinettsbeschluss die historischen Bezeichnungen der drei Teilstreitkräfte wieder eingeführt.

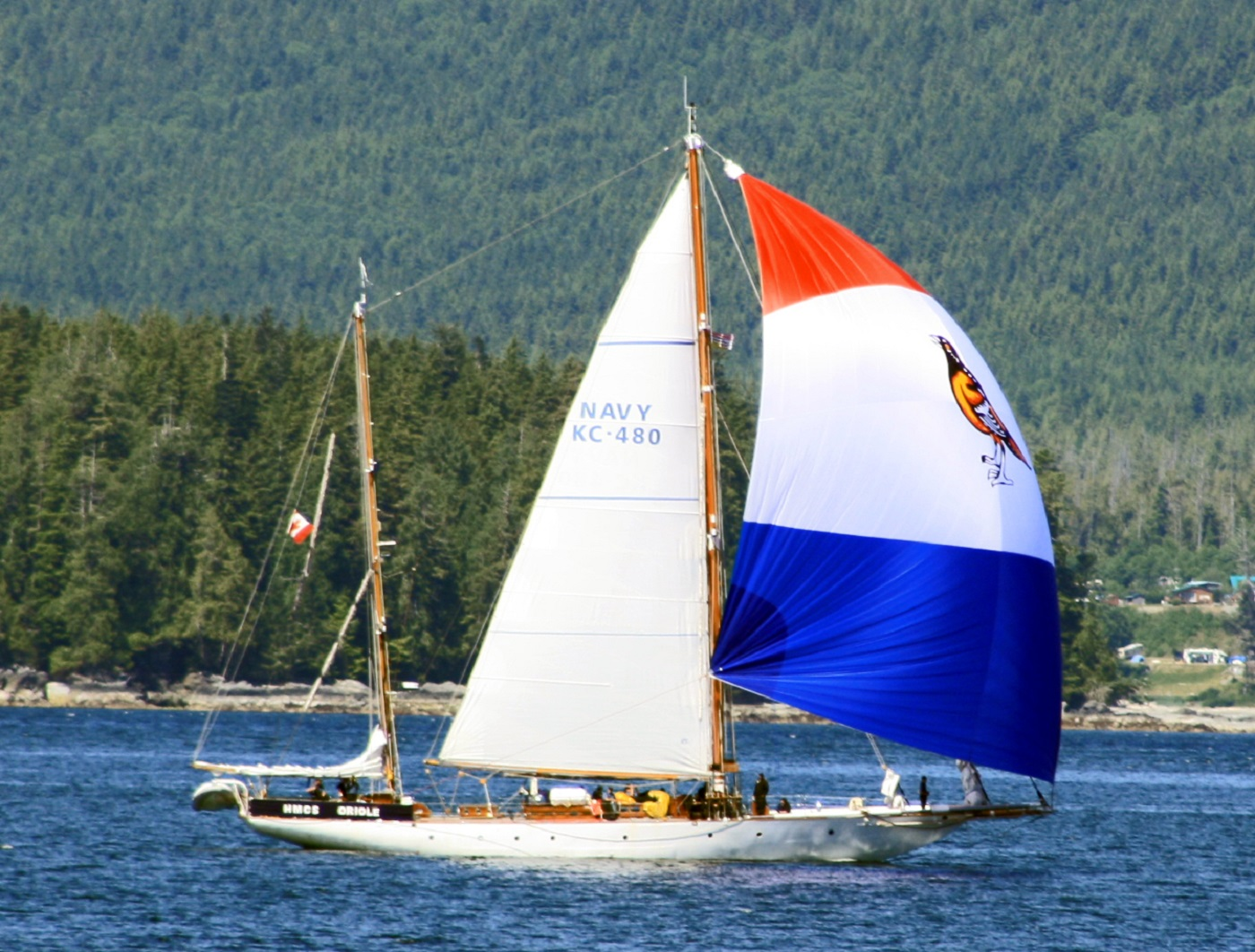
Das älteste Schiff der RCN, die Oriole (1921)

## Schiffe
Seit 1911 werden alle im Dienst stehenden Kriegsschiffe mit dem Präfix „HMCS“ tituliert. Diese Tradition wird bis heute fortgeführt.
Am 3. März 1911 erhielt die RCN die Genehmigung die White Ensign zu tragen, was nahezu 54 Jahre lang die Hauptflagge der RCN sein sollte. Als Jack wurde die eine blaue Flagge mit dem Union Jack in der linken oberen Ecke und dem Wappen Kanadas festgelegt. Diese Flagge wurde aber nur gesetzt, wenn das Schiff im Hafen war. Die White Ensign war eigentlich die Flagge der britischen Royal Navy, deshalb war es Tradition, ein grünes Ahornblatt auf dem Schornstein anzumalen, um zu zeigen, dass es ein kanadisches Schiff ist. Ab 1961 wurde zusätzlich die Kanadische Red Ensign im Toppmast getragen. Am 15. Februar 1965 wurden alle Flaggen durch die neue Flagge Kanadas abgelöst.